# Channel 40 Tower
Channel 40 Tower ist die Bezeichnung eines 608,7 Meter hohen abgespannten Sendemastes bei Walnut Grove, Kalifornien, USA. Er wurde 1985 fertiggestellt und ist Eigentum von CHANNEL 40 INC.